# دینینیو (بازیکن فوتبال)
دینینیو (به پرتغالی: Irondino Ferreira Neto) مدافع اهل برزیل است که در شهر Itapagipe، میناس گرایس و در تاریخ ۲۳ ژوئیهٔ ۱۹۷۵ به دنیا آمده‌است.
دینینیو در تیم‌های فوتبال Mirassol سابقهٔ حضور دارد.